# OGLE-TR-122 B
OGLE-TR-122 B – jedna z najmniejszych odkrytych gwiazd. Znajduje się w centrum Drogi Mlecznej w gwiazdozbiorze Kila i krąży wokół innej gwiazdy OGLE-TR-122 A, tworząc system podwójny o oznaczeniu OGLE-TR-122.
Okres obiegu wokół większej gwiazdy wynosi ok. 7,3 dnia. Swoimi rozmiarami przypomina Jowisza (jest od niego większa tylko o 16%), lecz ma od niego około 95 razy większą masę, a jej gęstość jest ok. pięćdziesięciokrotnie większa, niż gęstość Słońca. Została odkryta przez polski zespół OGLE na początku 2005 roku.